# Nathalie Wahl
Nathalie Wahl (1976) é uma matemática belga, especializada em topologia, incluindo topologia algébrica, teoria da homotopia e topologia geométrica. É professora de matemática na Universidade de Copenhaga, onde dirige o Centro de Geometria e Topologia de Copenhaga.

## Educação e carreira
Wahl nasceu em Bruxelas e obteve uma licenciatura em matemática em 1998 na Université libre de Bruxelles, orientada por Jean-Paul Doignon. A sua tese de graduação dizia respeito a antimatróides infinitos, e ela publicou o mesmo material em 2001 como o seu primeiro artigo de jornal. Ela completou um Ph.D. na University of Oxford em 2001, com uma dissertação Ribbon Graphs and Related Operads em topologia algébrica supervisionada por Ulrike Tillmann.
Depois de cargos de curto prazo na Northwestern University, na Aarhus University e na University of Chicago, ela ingressou no Departamento de Ciências Matemáticas da Universidade de Copenhaga em 2006, e foi promovida a professora titular em 2010. Em 2020, ela tornou-se Líder do Centro de Geometria e Topologia de Copenhaga.

## Reconhecimento
Em 2008, Wahl ganhou o Prémio Jovem Pesquisador de Elite (Ung Eliteforskerprisen) do Fundo de Pesquisa Independente da Dinamarca (Danmarks Frie Forskningsfond). Em 2016, ela foi eleita para a Academia Dinamarquesa de Ciências Naturais.